# Molly Kearney
Molly Kearney es una persona profesional dedicada a la actuación y comediante estadounidense. Habiendo nacido y criándose en Cleveland, con frecuencia realizaba monólogos de comedia en Chicago, mudándose luego a Los Ángeles.
En 2019, Kearney fue de los comediantes seleccionados para la exhibición "Up Next" de Comedy Central, luego de una búsqueda a nivel nacional.
Los créditos de Kearney en la pantalla incluyen la serie de Amazon A League of Their Own y la serie de Disney+ The Mighty Ducks: Game Changers. En 2022, fue anunciada como el primer miembro del elenco no binario de Saturday Night Live.
Kearney usa los pronombres en inglés they/them.